# Mouvement héroïque
Mouvement héroïque is een schilderij van de Nederlandse schilder Theo van Doesburg in het Centraal Museum in Utrecht.

## Beschrijving
Voorafgaand aan dit werk maakte van Doesburg een kleine pasteltekening met dezelfde titel. Deze tekening sluit aan bij visioen-achtige pasteltekeningen, die hij in 1915 maakte na een ontmoeting in Utrecht met de 'schilder-mysticus' Janus de Winter. Het uiteindelijke schilderij draagt rechtsonder Van Doesburgs monogram en het jaar 1916. De compositie is gebaseerd op een schets van een lopende figuur met de handen voor de borst. Deze schets bevindt in een schetsboek van Van Doesburg, gedateerd 1915, in het Centraal Museum.

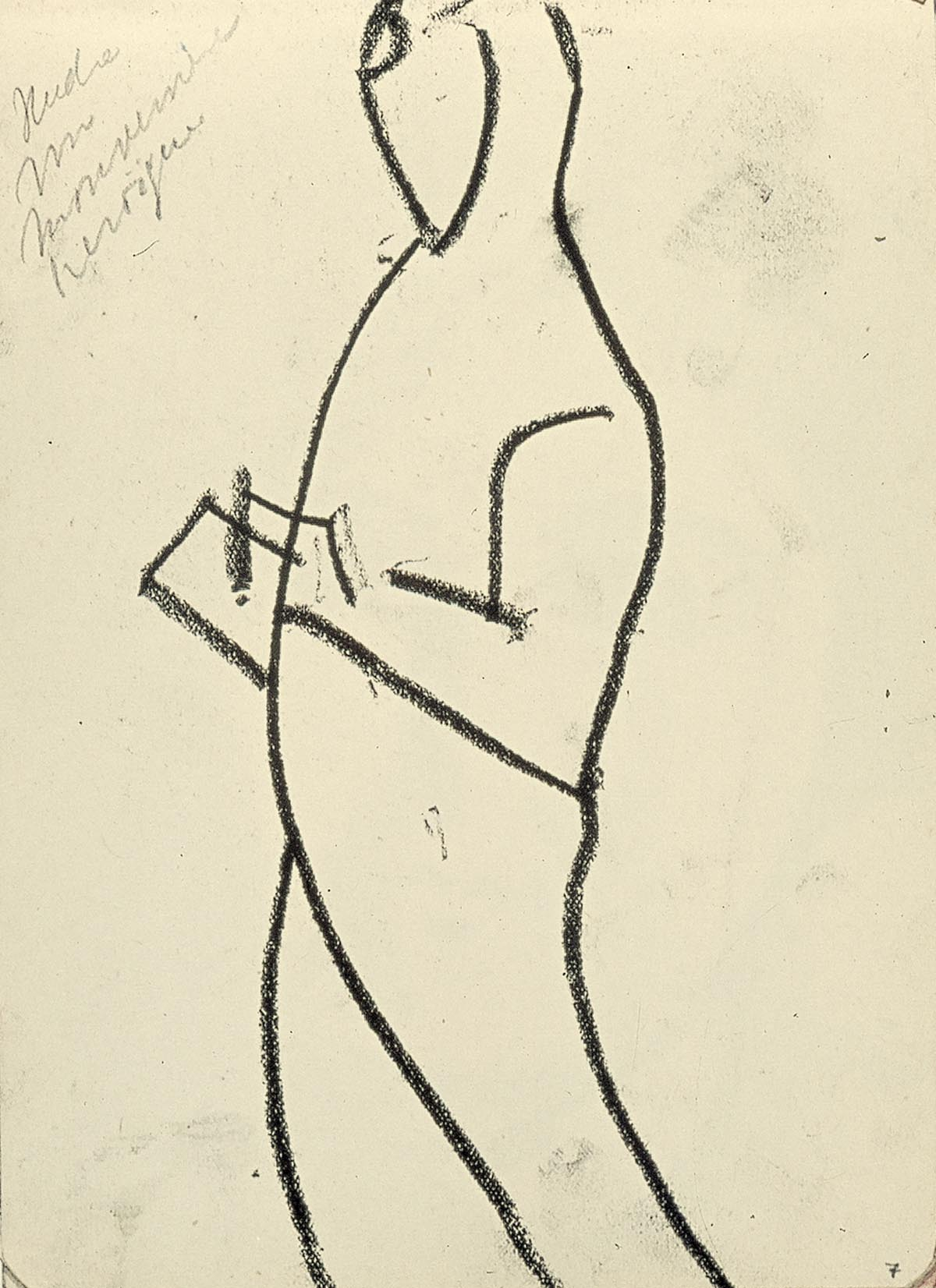
Studie voor Mouvement héroïque. 1915. 16 × 11,5 cm. Utrecht, Centraal Museum.

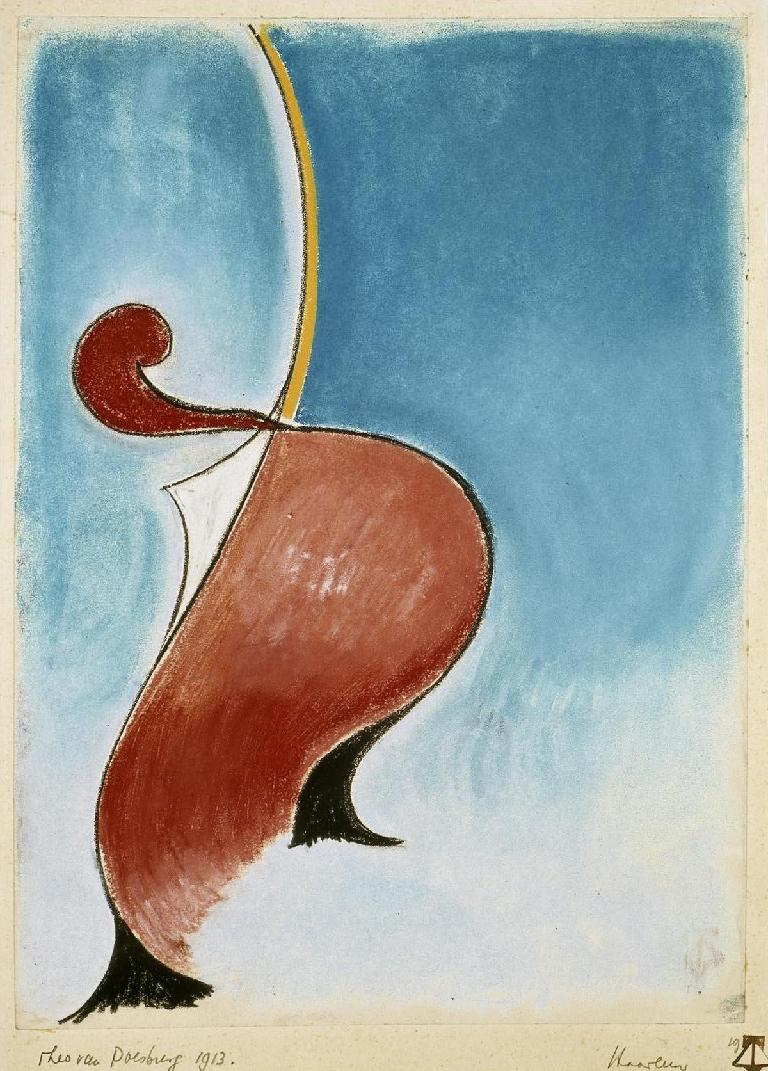
Mouvement héroïque. 1916. Pastelkrijt op papier. 35,5 × 25,5 cm. Utrecht, Centraal Museum.

|  |  |

Door middel van infraroodreflectografie is in 1982 vast komen te staan dat het werk geschilderd is op een raster van 9 vlakken met diagonalen. Op de snijlijnen van dit raster zijn passerpunten teruggevonden, waarmee de ronde vormen geconstrueerd zijn. Opmerkelijk is dat een recensent van de tentoonstelling van kunstenaarsgroep De Anderen, waar dit werk voor het eerste te zien was, dhr. Borel, schreef dat ‘“Mouvement Héroïque”, van Van Doesburg te beredeneerd geconstrueerd in plaats van heroïsch uitgezwaaid [is]’. Ook vond men het schilderij te groot van formaat. ‘Een honderdste van deze grootte ware voldoende geweest om hetzelfde uit te drukken’, schreef een anonieme recensent.
Het werk is mogelijk ook geïnspireerd op La Dance uit 1910 van Henri Matisse, dat Van Doesburg in 1917 gebruikte in zijn boekje De nieuwe beweging in de schilderkunst. Hierdoor wordt het werk ook wel aangeduid als Mouvement héroïque (La Dance).

## Herkomst
Na Van Doesburgs dood in 1931 kwam het werk in bezit van zijn vrouw Nelly van Doesburg, die het in 1975 aan haar nicht Wies van Moorsel naliet. Van Moorsel schonk het in 1981 aan het Instituut Collectie Nederland, die het in 1985 in blijvend bruikleen gaf aan het Centraal Museum.